# Kløverlæderkrone
Kløverlæderkrone (Ptelea trifoliata), også skrevet Kløver-Læderkrone, er et lille træ eller ofte bare en busk med ganske få udspærrede grene. Skuddene er slanke med u-formede bladar. Rodbarken har en skarp, aromatisk lugt. Blomsterne dufter kraftigt, når duggen falder.

## Beskrivelse
Barken er først grøn, så gulbrun og til sidst brun med mange lyse korkporer. Gamle grene og stammen kan få en bark, som er gråbrun og fint furet. Knopperne er  spredtstillede, korte, lysebrune og hårede. Bladene er 3-koblede med elliptiske, helrandede småblade. Begge bladsider er ensartet græsgrønne med lyse kirtler. Høstfarven er gulgrøn til lysende gul. 
Blomstringen sker i juni med en efterblomstring i august. Blomsterne er 5-tallige og regelmæssige med gulgrønne kronblade. Frugterne er flade, vingede nødder med to frø.
Rodnettet er højtliggende og iltkrævende. 
Højde x bredde og årlig tilvækst: 3,00 x 3,00 m (30 x 30 cm/år). I hjemlandet dog betydeligt mere.

## Hjemsted
Kløverlæderkrone er udbredt fra Ontario i Canada til Oaxaca i Mexico. Den foretrækker et letskygget voksested med en mager og porøs, men fugtig jordbund. 
På Piedmont og Blue Ridge bjergene i Virginia (USA), findes arten sammen med bl.a. alleghenyprydløg, amerikansk alunrod, amerikansk blærespiræa, Asclepias verticillata (en silkeplante-art), blyantene, duftsumak, Eragrostis capillaris (en kærlighedsgræs-art), harlekinurt, hjortetaktræ, hvidask, Opuntia humifusa (en figenkaktus-art),  Phacelia dubia (en honningurt-art) og virginsk sneflokketræ.
| Portal | Portal:Botanik |

## Note
1. ↑  Virginias regering: The Natural Communities of Virginia Arkiveret 13. august 2013 hos  Wayback Machine (engelsk)